# تسلينا (قمر اصطناعي)

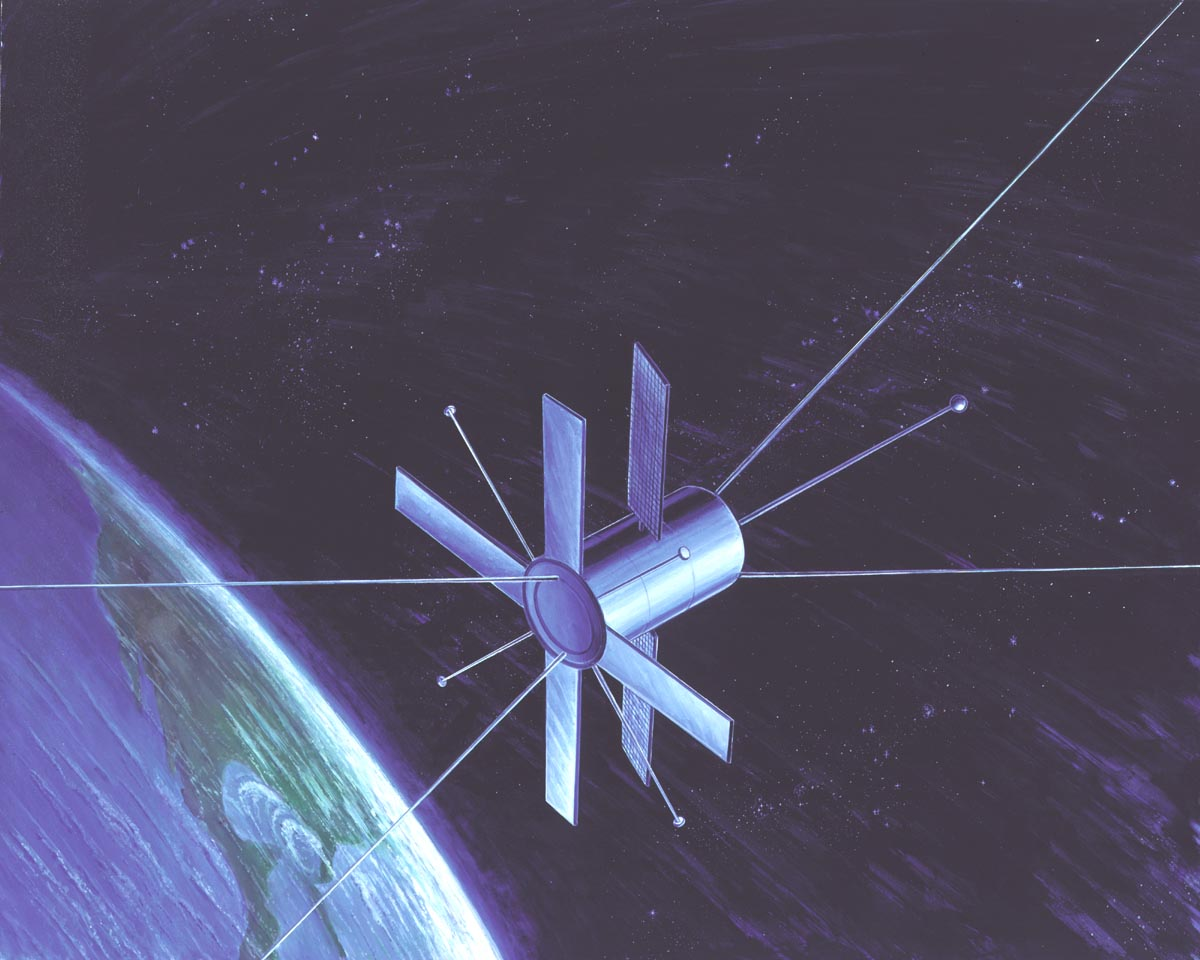
صورة تخيلية عن القمر الصناعي تسلينا من عام 1970.

تسلينا (بالروسية: Целина) هو نظامُ مراقبة لاسلكيٍ عسكريٍ روسي، كان سابقًا يتبع الاتحاد السوفيتي. يمتلك قدرةً على تحديد الموقع الدقيق للأجسام الباعثة لموجات الراديو، بالإضافة لنوعها وطرق تشغيلها ومدى نشاطها. فمثلًا، قد يؤدي التجهيز لعمليةٍ عسكريةٍ إلى زيادة نشاط الاتصالات اللاسلكية. قد يُوفر اكتشاف هذه الاتصالات بواسطة نظام مراقبةٍ فضائي إنذارًا مبكرًا لهذا النشاط، الذي قد لا يكون متاحًا بوسائل أخرى.